# Pumbaraius
Pumbaraius – rodzaj kosarzy z podrzędu Laniatores i rodziny Podoctidae. Gatunkiem typowym jest Pumbaraius kempi.

## Występowanie
Przedstawiciele rodzaju występują w Indiach.

## Systematyka
Opisano dotąd tylko 2 gatunki:
- Pumbaraius kempi Roewer, 1927
- Pumbaraius malabarensis Roewer, 1949